# Gaozi
Gaozi (chino: 告子; pinyin: Gàozǐ; Wade-Giles: Kao-tzu; lit. Maestro Gao'; ca. 420-350 a. C.), o Gao Buhai (告不害), fue un filósofo chino del periodo de los Reinos combatientes. Las enseñanzas de Gaozi ya no se conservan, pero fue contemporáneo de Mencio (ca. 372-289 a. C.), y la mayor parte de lo que sabemos de él procede del libro de Mencio (6) titulado "Gaozi".
Los filósofos de los Reinos combatientes discutían si la naturaleza humana es originalmente buena (Mencio) o mala (Xunzi). El capítulo "Gaozi" comienza con una famosa metáfora sobre un tipo de sauce (杞柳 (qǐliǔ)). (Qi era también un antiguo topónimo, más conocido a través del modismo de cuatro caracteres '杞人憂天' [qǐrényōutiān, "persona de Qi que se preocupaba de que el cielo pudiera caer"] "temores infundados; preocupación superflua").  

El filósofo [Gao] dijo: 'La naturaleza del hombre es como el sauce [qi], y la rectitud es como una taza o un cuenco. Formar la benevolencia y la rectitud a partir de la naturaleza del hombre es como hacer tazas y cuencos con el sauce [qi]'. 

Mencio replicó: "¿Puedes, dejando intacta la naturaleza del sauce, hacer con ella tazas y cuencos? Tienes que hacer violencia y daño al sauce antes de poder hacer tazas y cuencos con él. Si tienes que hacer violencia y daño al sauce para hacer tazas y cuencos con él, según tus principios, ¡de la misma manera tienes que hacer violencia y daño a la humanidad para formar en ella benevolencia y rectitud! Desgraciadamente, tus palabras llevarían a todos los hombres a considerar la benevolencia y la justicia como calamidades". 
El filósofo [Gao] dijo: "La naturaleza del hombre es como el agua que gira en una esquina. Ábrele un paso hacia el este, y fluirá hacia el este; ábrele un paso hacia el oeste, y fluirá hacia el oeste. La naturaleza del hombre es indiferente al bien y al mal, como el agua es indiferente al este y al oeste".

Mencio replicó: "El agua fluirá indiferentemente hacia el este o el oeste, pero ¿fluirá indiferentemente hacia arriba o hacia abajo? La tendencia de la naturaleza humana al bien es como la tendencia del agua a fluir hacia abajo. No hay nadie que no tenga esta tendencia al bien, como toda el agua fluye hacia abajo. Ahora bien, empujando el agua y haciéndola saltar hacia arriba, puedes hacerla pasar por encima de tu frente, y, represándola y conduciéndola, puedes obligarla a subir una colina; pero, ¿son tales movimientos acordes con la naturaleza del agua? Es la fuerza aplicada la que los provoca. Cuando se obliga a los hombres a hacer lo que no es bueno, se trata de esta manera con su naturaleza". (6A, tr. James Legge, 1895:394-396 )